# Пряхин, Михаил Максимович
Михаил Максимович Пряхин (род. 3 октября 1935, Тамбов, Воронежская область) — советский двоеборец. Участник зимних Олимпийских игр 1960 и 1964 годов.

## Биография
Родился 3 октября 1935 года в городе Тамбов Воронежской области (сейчас центр Тамбовской области).
Начал заниматься лыжным двоеборьем в юношеские годы.
Выступал в соревнованиях за московский ЦСКА. Дважды становился чемпионом СССР, выигрывал международные соревнования.
В 1957—1965 годах входил в сборную СССР.
В 1960 году вошёл в состав сборной СССР на зимних Олимпийских играх в Скво-Вэлли. Занял 12-е место, набрав 432,952 очка и уступив 25 баллов завоевавшему золото Георгу Тома из ФРГ.
В 1964 году вошёл в состав сборной СССР на зимних Олимпийских играх в Инсбруке. В соревнованиях не участвовал.
Мастер спорта СССР (1957). Мастер спорта СССР международного класса.
По окончании выступлений стал тренером. С 1966 года работал тренером сборной Москвы, государственным тренером по Москве, государственным тренером в Спорткомитете РСФСР.